# LIFE (ACIDMANのアルバム)
『LIFE』（ライフ）は、2008年4月16日に発売されたACIDMANの6作目のアルバム。

## 概要
- 『green chord』から約1年2か月ぶりの発売。 同日に『創』『Loop』『equal』が通常盤として再発された。
- アルバムタイトル通り「人生」がテーマ。大木伸夫曰く、本作で「ひとつ決着が付いた感がすごくある」とのことで、これは次作『A beautiful greed』発売時でも語られている[1]。
- 『equal』以来3作ぶりに、ゲストミュージシャンを加えない純粋な3人のみのアルバムとなった。
- 本作でデビュー以来6作連続オリコンTOP10入りした。

## 収録曲
1. LIFE (the beginning)
本作のイントロダクション。インストで初めて打ち込みが使用され、エレクトロニカ調となっている。
水の音は羊水、バスドラは心臓の鼓動をイメージしており、母親の胎内から生まれるまでを表現している[2]。
2. REMIND
13thシングル。
3. ストロマトライト
全英語詞。ストロマトライトとは初めて光合成を行い、酸素を作り出したとされる生物のこと。
4. FREE STAR
アルバムのリードトラックで、PVが存在する。
大木曰く、惑星内戦争が起き、太陽系の軌道から外れた街の話。光の届かない街では光が商品になっており、昔の光を集める子供たちが主役のSFがイメージとしてあるという[2]。
先に存在していたテクノ調のサビと別に製作されたイントロのギターフレーズを組み合わせて作られた[1]。
2013年にACIDMAN自ら設立した事務所はこの曲から命名された。
5. 式日
15thシングル。この曲で『ミュージックステーション』、『MUSIC JAPAN』に出演した。
6. WALK
7. room NO.138 (inst.)
インスト。「138」とは曲のBPMのことで、「room」は音の鳴りが部屋っぽいことから命名された。
8. 街の輪郭
9. オールドサンセット
イントロのリフは佐藤が考案したもの。
10. 金色のカペラ
核戦争によって人間を除く全ての動物が絶滅した世界をイメージして作られた曲[3]。カペラとはぎょしゃ座の連星のひとつ。
11. UNFOLD
14thシングル。
12. TO THE WORLD’S END
タイトル通り「世界の終末」を歌った曲で、本作のラストに入ることを想定して作られた。
実際のラストとなった次曲「LIFE (the ending)」との対比を意識し、今回はポジティブな世界観にはしたくなかったという[1]。
13. LIFE (the ending)
本作のラストを飾るインスト。アルバムのアウトロとしてインストが収録されるのは本作が初となる。
人生が終わり、天に召されるまでを表現している[2]。

## 収録内容
| 全作詞: 大木伸夫、全作曲・編曲: ACIDMAN。 |                          |          |            |      |
| #                                         | タイトル                 | 作詞     | 作曲・編曲 | 時間 |
| 1.                                        | 「LIFE (the beginning)」 | 大木伸夫 | ACIDMAN    | 2:56 |
| 2.                                        | 「REMIND」               | 大木伸夫 | ACIDMAN    | 3:38 |
| 3.                                        | 「ストロマトライト」     | 大木伸夫 | ACIDMAN    | 3:04 |
| 4.                                        | 「FREE STAR」            | 大木伸夫 | ACIDMAN    | 4:00 |
| 5.                                        | 「式日」                 | 大木伸夫 | ACIDMAN    | 4:11 |
| 6.                                        | 「WALK」                 | 大木伸夫 | ACIDMAN    | 4:13 |
| 7.                                        | 「room NO.138 (inst.)」  | 大木伸夫 | ACIDMAN    | 2:03 |
| 8.                                        | 「街の輪郭」             | 大木伸夫 | ACIDMAN    | 4:06 |
| 9.                                        | 「オールドサンセット」   | 大木伸夫 | ACIDMAN    | 3:22 |
| 10.                                       | 「金色のカペラ」         | 大木伸夫 | ACIDMAN    | 3:13 |
| 11.                                       | 「UNFOLD」               | 大木伸夫 | ACIDMAN    | 5:39 |
| 12.                                       | 「TO THE WORLD’S END」   | 大木伸夫 | ACIDMAN    | 5:46 |
| 13.                                       | 「LIFE (the ending)」    | 大木伸夫 | ACIDMAN    | 4:46 |
| 合計時間:                                 | 合計時間:                | 50:57    |            |      |